# Ronya, fille de brigand
Ronya, fille de brigand est un roman de grande notoriété écrit par Astrid Lindgren, paru en 1981 et traduit en français en 1984 par les traductrices choisies personnellement par Astrid Lindgren, Agneta Ségol, suédoise, professeur de langue suédoise à l'université de Caen, et Brigitte Duval, scandinaviste, secrétaire générale de l'office franco-norvégien.
Un film, Ronya, la fille du brigand (Ronja Rövardotter), a été tiré du livre par Tage Danielsson, en 1984. Une série d'animation japonaise, Ronja, fille de brigand, en a été adaptée par Gorō Miyazaki en 2014, et une mini-série créée par Hans Rosenfeldt produite par Netflix en 2024.

## Intrigue
Ronya est la fille du chef d'une bande de brigands. Birk/Rik aussi. Ceux-ci sévissent dans la forêt de Mattis, non loin de leur habitat, un vieux château déchiré en deux par la foudre, et où chacune des deux bandes rivales vit. Mais les rivalités vont cesser le jour où Ronya et Birk/Rik se rencontrent au bord du Gouffre et décident que tout doit changer...

## Adaptations

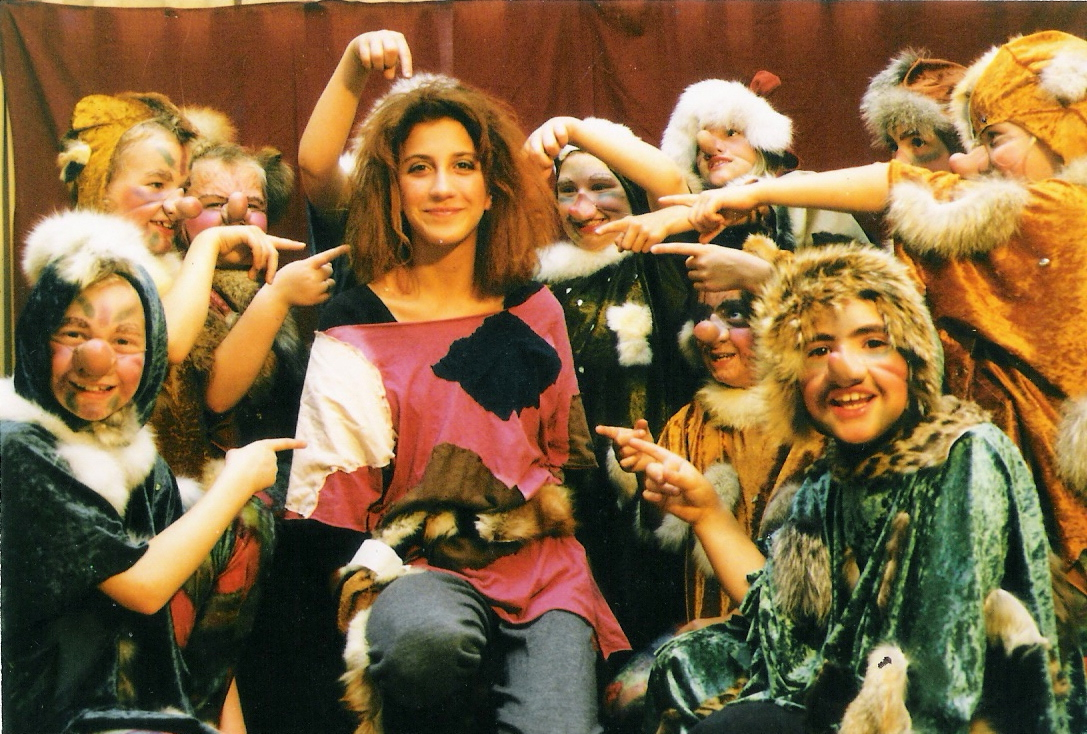
Ronja dans la forêt de Mattis (comédie musicale d'Axel Bergstedt)

### Films
Le livre a été adapté au cinéma en 1984 avec grand succès par Tage Danielsson sous le titre Ronya, la fille du brigand.

### Comédie musicale
En 1994, le compositeur Axel Bergstedt (es) l'a adapté en comédie musicale avec orchestre et plus de cent comédiens et figurants sur scène ; les représentations ont eu lieu à Szczecin en Pologne et Hambourg en Allemagne.

### Séries
En 2014, le roman est adapté en une série d'animation, Ronja, fille de brigand, par une collaboration entre le studio japonais Polygon Pictures et la NHK, avec Gorō Miyazaki à la réalisation. Le studio Ghibli agit en tant que superviseur du comité de production. La série de 26 épisodes de 25 minutes est diffusée par la NHK à partir du 11 octobre 2014.
En 2024, le roman est adapté en série suédoise sur Netflix, Ronja fille de brigand (Ronja Rövardotter) (en), diffusée à partir du 28 mars (S1), et du 24 octobre (S2).

## Littérature
- Astrid Lindgren: Ronya, fille de brigand, Biblio Monde, Livre de poche (Le), collection Jeunesse, Langue d'origine : suédois, traduit par Agneta Ségol, Brigitte Duval et Jeanne Bouniort, 2002 ; Première édition: 1996   (ISBN 2013220537)